# رون ماي
رون ماي (بالإنجليزية: Ron May)‏ هو سياسي أمريكي، ولد في 16 سبتمبر 1934 بشيرمان في الولايات المتحدة. حزبياً، نشط في الحزب الجمهوري.